# Bathybagrus tetranema
Bathybagrus tetranema és una espècie de peix de la família dels claroteids i de l'ordre dels siluriformes.

## Morfologia
- Els mascles poden assolir 17 cm de longitud total.
- Té ulls subcutanis.[5][6][7]

## Hàbitat
És un peix d'aigua dolça i de clima tropical.

## Distribució geogràfica
Es troba a Àfrica: aigües zambianes del llac Tanganyika.